# 호남철도차량정비단
호남철도차량정비단(湖南鐵道車輛整備團)은 광주광역시 광산구 장수동에 위치한 철도차량정비단이다. 수서고속철도 개통 이후 한국철도공사 임대 차량인 SRT 22개 편성의 정비를 이 곳에서 수행하고 있다. 하남역 인근에 위치해 있다.

## 역사
- 2015년 3월 25일: 부산철도차량정비단 호남고속차량정비센터 신설
- 2016년 10월 6일: 호남철도차량정비단으로 분리[1]
- 2017년 2월 20일: 호남차량융합기술단(湖南車輛融合技術團)으로 개칭[2]
- 2018년 3월 5일: 호남철도차량정비단으로 환원[3]

## 업무
- SRT 고속기관차 및 객차 경·중정비
- KTX-산천 고속기관차 및 객차 경정비

## 같이 보기
- 차량기지
- 부산철도차량정비단
- 수도권철도차량정비단